# Clase Inhaúma
La clase Inhaúma es una clase de corbetas de la Armada de Brasil. La clase consta de cuatro barcos construidos en el Astillero AMRJ y en el Astillero Verolme, basado en un diseño alemán, las corbetas entraron en servicio entre 1989 y 1994. Las mejoras de diseño dieron como resultado la clase Barroso.

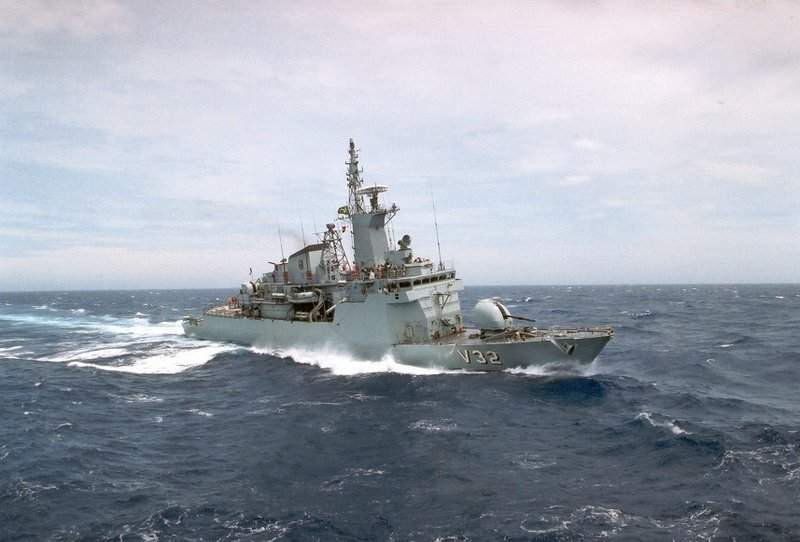
Cv Júlio de Noronha - V 32

## Lista de barcos
- Cv Inhaúma (V30) (desactivado)
- Cv Jaceguai (V31) (desactivado)
- Cv Julio de Noronha (V32)
- Cv Frontin (V33) (deshabilitado)

## Dimensiones
- Desplazamiento: 1.970 toneladas (cargadas)
- Longitud: 95,77 metros
- Boca: 11,4 metros
- Calado: 3,7 metros y 5,3 M de calado máximo.
- Tripulación: 133
- Velocidad: 29 nudos
- Armamento:
  - Sistema Mk 141 para 4 x EXOCET MM-40 Block I
  - 2 lanzadores Mk.32 para torpedos MK-46
  - 1 cañón Vickers Mk 8 114mm
  - 2 cañón Bofors 40/L70 40mm